# رشا بلال
رشا بلال (1989 -)؛ ممثلة ومغنية سورية.

## عنها
ولدت رشا في مدينة اللاذقية في عام 1989، وبدأت حياتها الفنية في سن السادسة، عندما انضمت للنادي الموسيقي في اللاذقية، وتعلمت العزف على آلة البيانو، تحت إشراف المدرب «فهمي الشغري» الذي اكتشف موهبتها في الغناء قبل أن تسجل صوتها في إذاعة دمشق، لتقدم أغنيتين للأطفال ومسرحية غنائية. من أعمالها لست جارية، خاتون ومسرحية طوفان وشاركت في الفيلم الروائي الطويل تحت سرة القمر الذي أخرجه المخرج غسان شميط، حيث قامت بدور «وعد» الفتاة المحبة للحياة والتي تعاني من «العنوسة» وهي شخصية مركبة ومختلفة.

## أعمالها

### المسرح
- 2009: طوفان

### السينما
- 2015: تحت سرة القمر
- 2017: مطر حمص

### التلفزيون
- 2016: دومينو بدور ليلى
- 2016: خاتون
- 2016: لست جارية
- 2016: نبتدي منين الحكاية
- 2017: بقعة ضوء 13
- 2018: فوضى
- 2018: كليك (ضمن ساعة كوميديا على قناة رؤيا)
- 2018: وحدن
- 2018: رائحة الروح
- 2019: الحرملك بدور أمينة
- 2019: عندما تشيخ الذئاب بدور عتاب
- 2021: صالون زهرة بدور مرام[4]
- (2024): العميل

## جوائز
- 2008: جائزة سعد الله ونوس كأفضل ممثلة في مهرجان الشباب المسرحي.[1]